# Alfred Tennyson
Alfred Tennyson (født 6. august 1809 i Somersby, Lincolnshire; død 6. oktober 1892 i Lurgashall, Sussex, England) var en engelsk digter, der ofte betragtes som hovedrepræsentant for den victorianske eras poesi.
Han efterfulgte i 1850 Wordsworth som engelsk hofdigter (poet laureate), hvilket var medvirkende til Tennysons store popularitet, dengang som i dag. Tennysons speciale var korte tekster, hvilket digte som "In the Valley of Cauteretz", "The Charge of the Light Brigade", "Crossing Bar" og "Tears, Idle Tears" alle vidner om.
Tennysons poesi behandler hovedsagelig klassiske mytologiske temaer, men hans berømte "In Memoriam A.H.H." (vennen Arthur Henry Hallam, 1811-33) er en blandt de mange undtagelser. Tennysons poesi blev så vel modtaget, at mange af hans verselinjer er blevet en integreret del af det engelske sprog. Eksempler herpå er "Better to have loved and lost", "Theirs not to reason why, /theirs but to do and die". Alfred Tennysons store betydning for den engelske kultur afspejles i, at han er den anden mest benyttede forfatter i Oxfords Citationsleksikon − kun overgået af William Shakespeare[kilde mangler].

## Tidlige år
Tennysons fader, George Clayton Tennyson, var sognepræst, og led fra tid til anden af svære depressioner. Alfred begyndte at skrive poesi, stærkt inspireret af Lord Byrons stil. Efter at have tilbragt fire ulykkelige år i skolen blev han skolet hjemme. Tennyson kom dog alligevel på Trinity College, Cambrige, hvor han meldte sig ind i litteraturklubben "De fire apostle". Her blev Tennysons begejstring for digterkunsten så stor, at han i 1830 offentliggjorde digtsamlingen Chiefly Lyrical. Det var også på Trinity College, at Tennyson mødte sin bedste ven Arthur Henry Hallam (1811-33).
I 1833 blev Tennysons næste digtsamling, Poems, vel modtaget, men alligevel udgav han ikke noget de følgende 10 år. Da Arthur Hallam døde, begyndte Tennyson digtet "In Memoriam", der først stod færdig 17 år senere. De berømte digte "The Lady of Shalott", "The Lotus-easters", "Morte d'Arthur" og "Ulysses" indgik i Poems vol. 2, udgivet 1842, og slog for alvor Tennysons navn fast.
Efter at have giftet sig med Emily Sellwod, som han allerede havde mødt i 1836, slog parret sig i 1856 ned i Farringford på Isle of Wight. Herfra flyttede familien senere til Aldworth i Surrey.

## Hofdigteren Tennyson
Efter William Wordsworths død i 1850 overtog Tennyson embedet 'poet laureate', hofdigter, et embede han  havde til sin død i 1892. Selv om det prestigefyldte hverv glædede Tennyson, var den poesi der blev lavet i embedets medfør sjældent af samme niveau som resten af hans forfatterskab. Et godt eksempel herpå er et ankomstdigt, der blev skrevet i forbindelse med den danske prinsesse Alexandras ankomst til England. Det var dog også i tiden som hofdigter, at han skrev nogle af de mest velkendte værker. Et godt eksempel her på er "The Charge of the Light Brigade", der hædrer de soldater som var involveret i et særdeles uheldigt engelsk angreb under Krimkrigen, 'Den Lette Brigades angreb'.
”The Charge of the Light Brigade” ('Den lette brigades kavaleriangreb')
| Half a league, half a league, Half a league onward, All in the valley of Death Rode the six hundred. "Charge," was the captain's cry; Their's not to reason why, Their's not to make reply, Their's but to do and die, Into the valley of Death Rode the six hundred. |  | En kilometer, en kilometer, en kilometer frem, Alle sekshundrede red de ind i Dødens Dal. ”Fremad, lette brigade! Angrib kanonerne”, råbte han. Alle sekshundrede red de ind i Dødens Dal. ... resten af digtet. |

Andre højt agtede værker fra denne periode inkluderer "Ode of the Death of the Duke of Wellington" og "Ode Sung at the Opening of the International Exhibition".
Eftersom Dronning Victoria var en ivrig beundrer af Tennysons arbejde, blev han i 1884 gjort til baron. Indledningsvis havde Tennyson ellers afslået titlen over to omgange, henholdsvis i 1865 og 1868 hvor premierminister Benjamin Disraeli havde stået for tilbuddet, og det var altså først efter Gladstones tilnærmelser, at Alfred Tennyson i 1884 tog plads i det engelske overhus. Overklasselivet passede aldrig Tennysons særegne natur, hvilket har ledt til en del spekulation om, hvorvidt Tennysons accept af barontitlen hovedsageligt skete af hensyn til sønnen Hallam.
Tennyson fortsatte med at skrive til han var over 80 år og døde 6. oktober 1892, 83 år gammel. Han er begravet ved Westminister Abbey.

## Tennysons poesi
Tennyson behandlede i sin poesi en lang række forskellige emner: fra middelalderens legender over klassiske myter til iagttagelse af naturen. John Keats og andre romatiske digtere er tydelige inspirationskilder. Det afsløres især gennem Tennysons deskriptive og alligevel billedrige stil. Tennyson var særlig kunstner i den forstand, at han gennemlæste sine udkast nøje, og han benytter mange forskellige stilarter, men alligevel altid med en karakteristisk forståelse for digtets meter. Trangen til orden var kendetegnende for den victorianske tidsalder, men også Tennysons tendens til at moralisere går fint i spænd med hans samtid. Som konsekvens af hans omfattende forfatterskab, kan Tennyson nogle gange fremstå banal eller pompøs. Forfatterskabets svigende kvalitet skal dog også ses i forlængelse af, at nogle digte tog flere år at færdiggøre.

## Ufuldstændig forfatterskabsoversigt
- I Poems, Chiefly Lyrical (1830):
  - The Dying Swan
  - The Kraken
  - Mariana
- Lady Clara Vere de Vere (1832)
- I Poems (1833):
  - The Lotos-Eaters
  - The Lady of Shalott (1832, 1842)
- I Poems (1842):
  - Locksley Hall
  - Tithonus
  - Vision of Sin
  - The Two Voices (1834)
  - "Ulysses" (1833)
- The Princess (1847)
  - "Tears, Idle Tears"
- In Memoriam A.H.H. (1849)
- Ring Out, Wild Bells (1850)
- The Eagle (1851)
- The Charge of the Light Brigade (1854)
- Maud (1855/1856)
- Enoch Arden (1862/1864)
- Flower in the crannied wall (1869)
- The Window (1871)
- Harold (1876) -
- Idylls of the King (1874)
- Locksley Hall Sixty Years After (1886)
- Crossing the Bar (1889)
- The Foresters
- Now Sleeps the Crimson Petal

## I populærlitteraturen
Tennyson omtales i blandt andet E.M. Fosters A Room with a View, som the "poet laureate".